# Xingwen

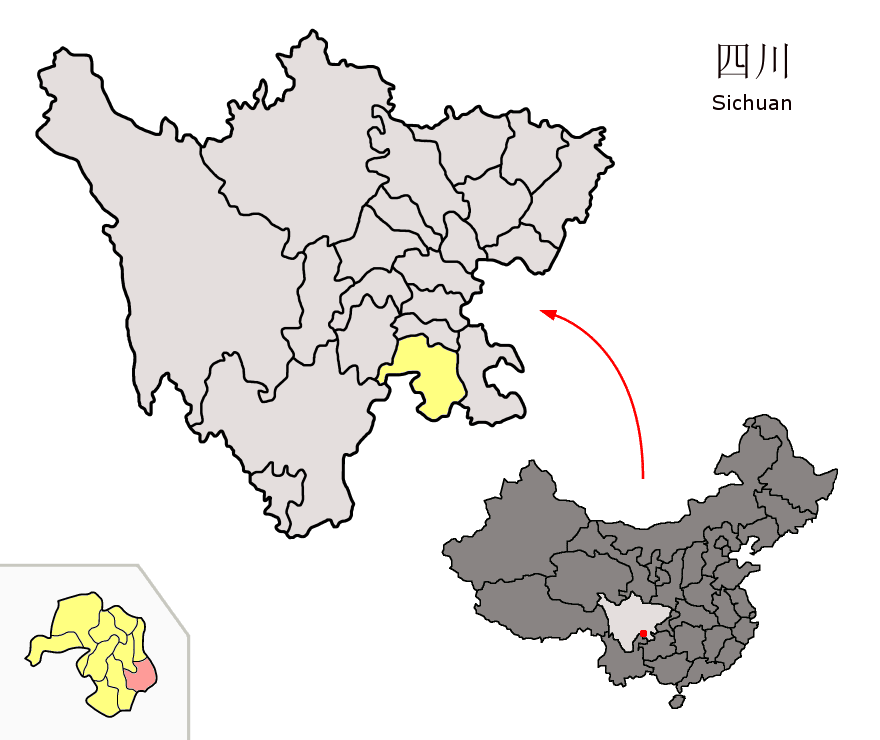
Lage des Kreises Xingwen (rosa) in der bezirksfreien Stadt Yibin (gelb).

Der Kreis Xingwen (chinesisch 兴文县, Pinyin Xìngwén Xiàn) ist ein Kreis der bezirksfreien Stadt Yibin im Südosten der südwestchinesischen Provinz Sichuan. Er hat eine Fläche von 1.377 km² und zählt 380.036 Einwohner (Stand: Zensus 2020). Sein Hauptort ist die Großgemeinde Gusong (古宋镇).

## Administrative Gliederung
Auf Gemeindeebene setzt sich der Kreis aus acht Großgemeinden und sieben Gemeinden (davon fünf Nationalitätengemeinden der Miao bzw. Hmong) zusammen. Diese sind:
- Großgemeinde Gusong 古宋镇
- Großgemeinde Bowangshan 僰王山镇
- Großgemeinde Gongle 共乐镇
- Großgemeinde Lianhua 莲花镇
- Großgemeinde Jiusicheng 九丝城镇
- Großgemeinde Shihai 石海镇
- Großgemeinde Taipung 太平镇
- Großgemeinde Zhoujia 周家镇

- Gemeinde Daba der Miao 大坝苗族乡
- Gemeinde Yuxiu der Miao 玉秀苗族乡
- Gemeinde Yuping 玉屏乡
- Gemeinde Dahe der Miao 大河苗族乡
- Gemeinde Qilin der Miao 麒麟苗族乡
- Gemeinde Xianfeng der Miao 仙峰苗族乡
- Gemeinde Wuxing 五星乡